# Sant Pere de Galligants
Sant Pere de Galligants és una antiga abadia benedictina situada a la ciutat de Girona. Des de 1857 és la seu a Girona del Museu d'Arqueologia de Catalunya. És un edifici declarat bé cultural d'interès nacional. De l'antic monestir n'han restat l'església amb el seu claustre.

## Església
L'església és una edificació romànica de mitjan segle xii. És de planta basilical, amb tres naus, la central coberta amb volta de canó i les laterals amb volta de quart d'esfera. La volta de la nau central, més alta, recolza sobre arcs torals que descansen sobre semi-columnes adossades als pilars quadrangulars que separen les naus. Les naus laterals tenen coberta de quart de cercle. La capçalera, separada de la nau central per dos arcs triomfals, presenta una complicada forma asimètrica. L'absis major és ritmat interiorment per columnes adossades amb els capitells treballats. Al costat de l'epístola hi ha dues absidioles, i al costat de l'evangeli només una. Amb tot, a l'extrem del braç del creuer d'aquest darrer costat hi ha un absis lateral més. Aquesta disposició anòmala ha fet creure que, en aquest indret, potser s'havia incorporat part de l'església anterior, de capçalera triabsidal amb cimbori, sobre el qual es desenvolupa actualment el campanar octogonal de tres pisos.

## Claustre

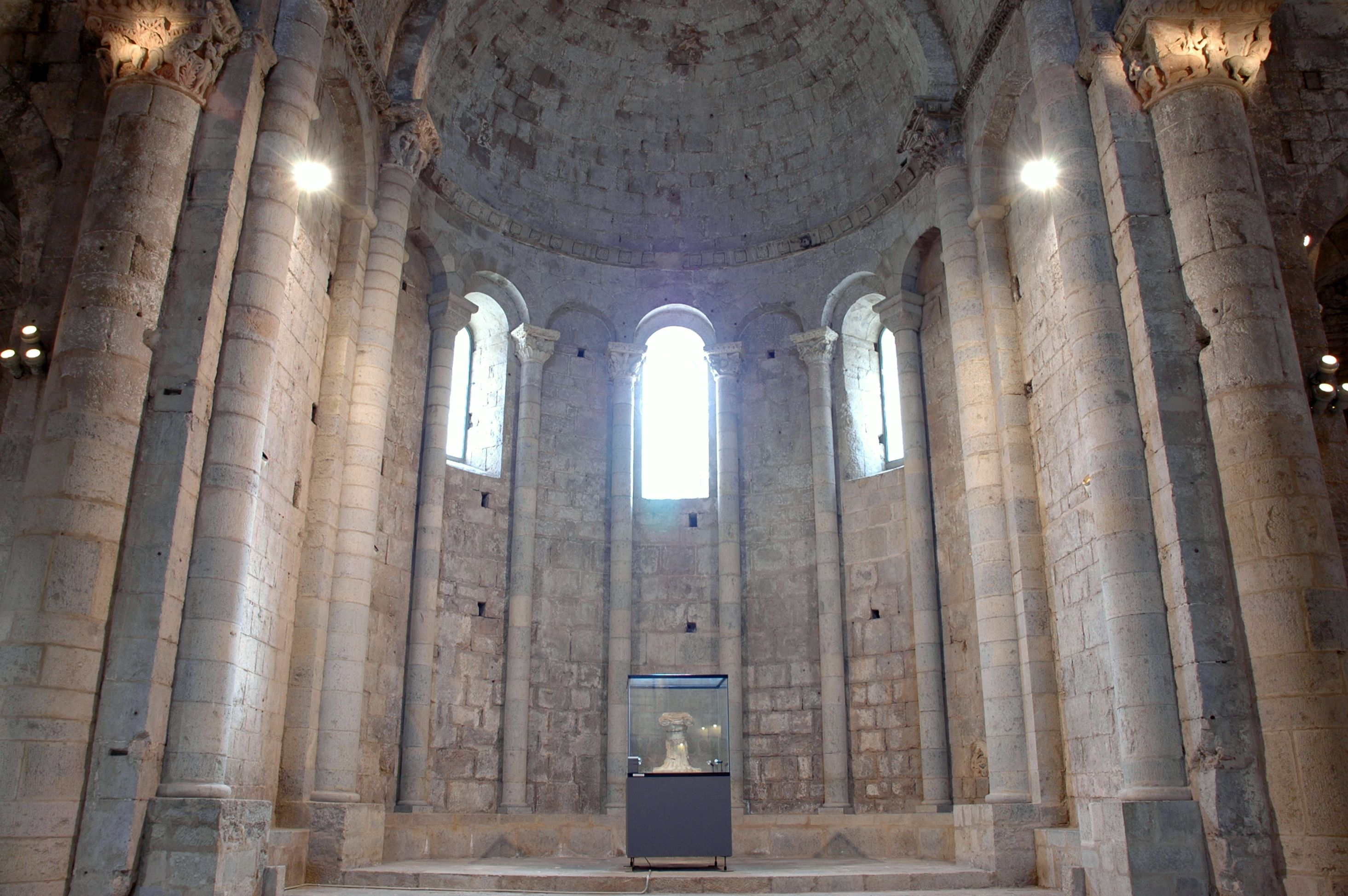
Interior de l'absis

El claustre, adossat a migdia de l'església, fou bastit a la segona meitat del segle xii. La galeria nord va ser acabada el 1154 i les altres entorn del 1190. De planta rectangular, és format per quatre arcades a les galeries més curtes (est i oest), i sis a les altres. Els arcs de mig punt recolzen sobre parells de columnes, i al centre de cada galeria hi ha un grup de cinc columnes. Les parets del pati són decorades amb un fris d'arcuacions cegues sobre mènsules. Les galeries són cobertes amb volta de quart de cercle. L'escultura dels capitells es relaciona amb la del claustre de la seu de Girona. D'una gran varietat de motius ornamentals, hi ha escenes bíbliques, altres de l'època, així com decoració de tipus animal o vegetal, i de tipus clàssic.

## Campanar de Sant Pere

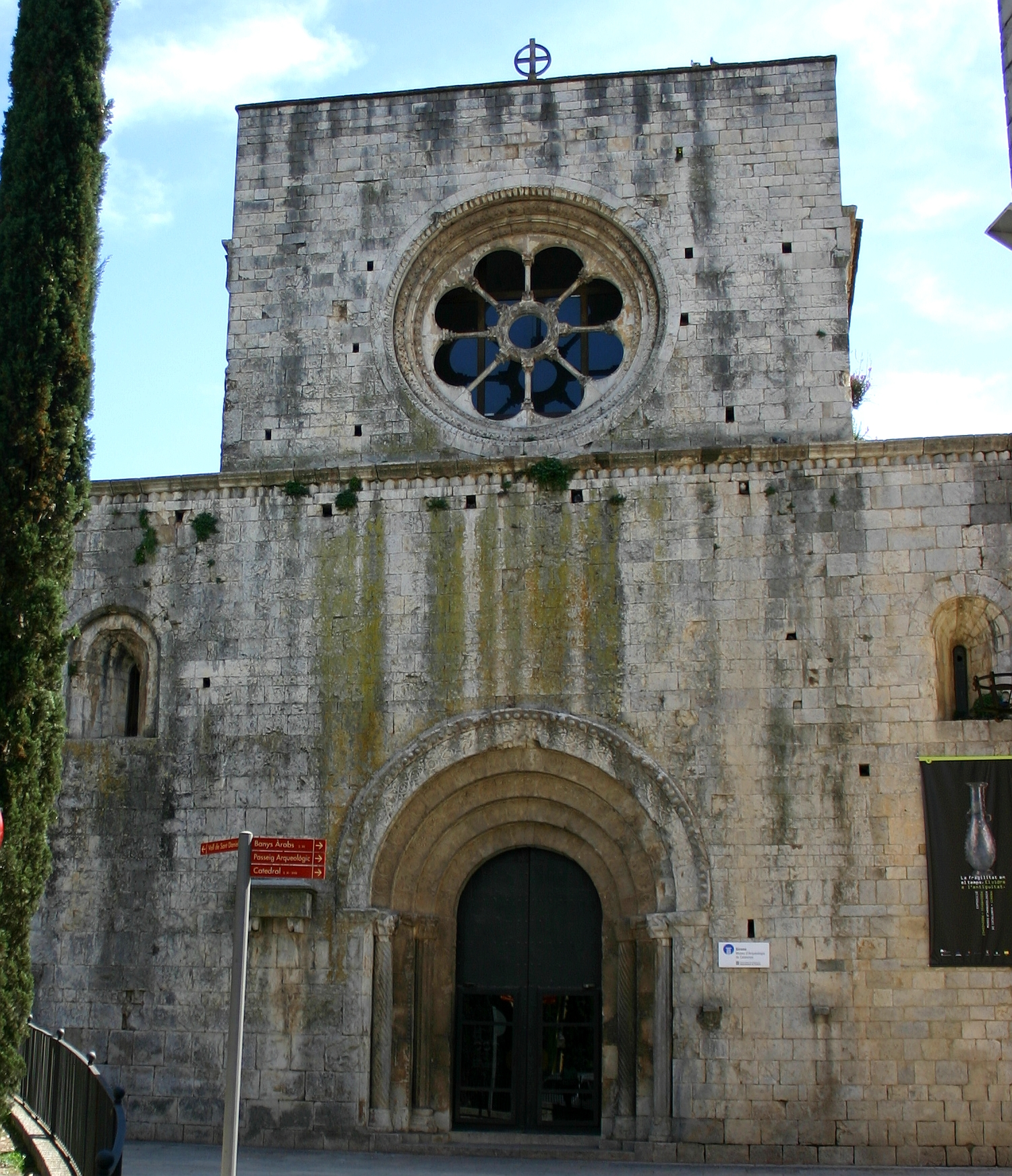
Façana d'accés a l'església

S'aixeca sobre les dues absidioles del costat de l'evangeli, just sobre la llanterna que hi ha en aquesta part del creuer. De tres pisos, el de sota és de planta quadrangular i els dos superiors de planta octogonal. El primer pis comunica amb l'exterior amb una estreta finestra d'espitllera i una altra finestra d'arc de mig punt. S'hi puja per una escala de cargol amb llit helicoïdal continu. Aquest pis és coronat per una cornisa molt prima i al costat de ponent hi ha dos paraments a tres cares angulars corresponents a dues trompes interiors. Els dos pisos superiors són oberts als quatre vents mitjançant unes finestres geminades sostingudes per una columna amb capitell. El campanar, que havia estat fortificat, té decoració d'arcuacions llombardes, i finestres geminades als dos darrers pisos. Fou greument mutilat durant les Guerres Napoleòniques per la banda nord, però conservà íntegre el costat oposat, cosa que facilità la seva restauració en els anys 1960. Abans de la restauració, les finestres del campanar estaven tapiades i la part superior era coronada per merlets que li donaven un evident aire defensiu. De fet, la part inferior era unida a la muralla, de la qual formava part junt amb els absis fortificats.

## Façana d'accés
La façana, en forma de T invertida, és de composició sòbria. La porta principal està formada per cinc arquivoltes en degradació d'aresta molt viva. Són sostinguts altèrnament dos d'ells per columnes estriades o el·lipsoïdals i tres pel mateix mur que actua com a pilar. Els dos arcs interiors són llisos. Els altres tres estan finament decorats amb motius ornamentals de rosetes, geomètrics i llaceries. Les bases recorden perfils califals i els capitells són decorats amb animals mítics i estilitzacions vegetals. A cada costat de la porta hi ha una finestra amb arc de mig punt i a sobre una rosassa emmarcada per tres cercles esculturats, obra del mestre Pere.
Aquesta pany de paret inclou un rosetó de grans dimensions, gairebé tres metres i mig de diàmetre, constituït arquitectònicament a base d'un òcul central molt adornat el qual es desplega per mitjà d'un joc de columnes en un gran cercle central de vuit arcs de forma semicircular però sense acabar el semicercle. La rosassa està emmarcada per tres cercles de grans proporcions, esculpits i motllurats. El petit rosetó central o òcul està finament decorat amb motius florals. Els vuit arcs són de dues peces i se sostenen en les vuit columnes vuitavades de doble capitell. Una d'elles només té un capitell, el qual, a diferència dels altres, és gòtic.
Al frontis dels arcs superiors de la rosassa hi ha la següent inscripció: «OMNES COGNOSCAM I PETRUM FECISSE FENESTRAM »("tothom conegui que Pere ha fet la finestra"). El fet que un dels capitells sigui gòtic demostra una primera restauració al segle xv.

## Capitells

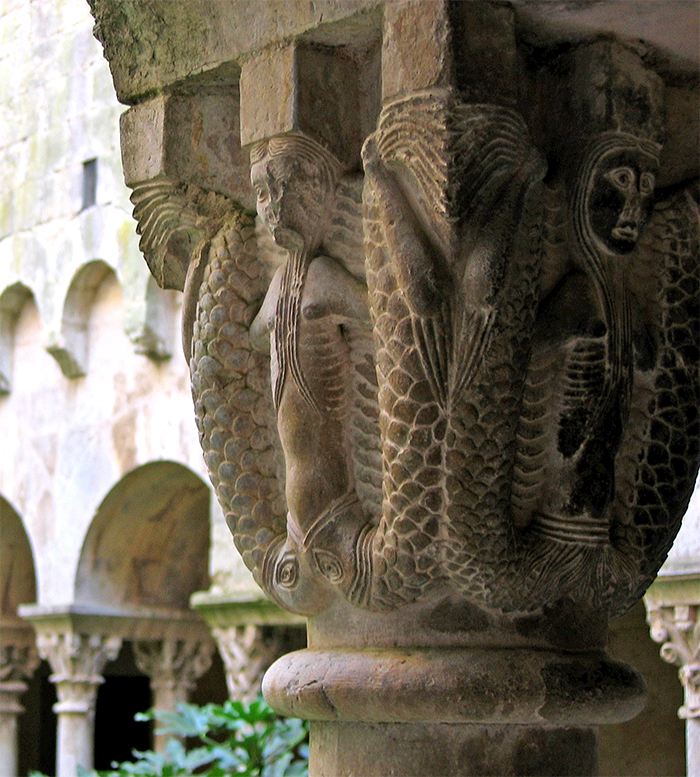
Detall d'un dels capitells

Encara avui no ha estat resolta la problemàtica estilística i iconogràfica que envolta els capitells. En el presbiteri s'observen diferents exemplars amb decoració vegetal. Tot i així, la major part dels capitells presenten decoració o escenes figuratives. En un d'ells hi ha una interpretació d'un episodi bíblic, amb Jesucrist centrant la composició i 9 figures humanes als seus costats. En un altre apareix un personatge central amb actitud de beneir envoltat de 7 figures humanes. Per acabar, hi ha una tercera representació del que sembla un sacrifici.
Aquests exemplars ofereixen una iconografia poc estudiada i esclarida. Pel que fa al creuer hi ha dos capitells amb lleons oposats als angles. A més, a l'àbac d'un d'ells ha estat treballada la figura de Crist beneint flanquejat per tres personatges a cada costat (apòstols?). Una altra escena presenta una sirena al centre de la cara. Un tema martirial configura l'exemplar més problemàtic. En ell s'observa la figura d'un rei coronat donant ordres al costat esquerre; a la cara central un soldat amb espasa i un cos exànime amb el cap tallat (escena de decapitació) i per acabar, a la cara dreta, un àngel que s'enduu l'ànima del màrtir. S'ha interpretat com el martiri de Sant Pau apòstol, encara que no és fonamentat.
Els capitells van ser fets per diferents mans amb diferents destreses, algunes practiquen unes formes que ja l'apropen a l'art tardo-antic.
Al presbiteri hi ha dos capitells llisos, desapareguts segurament durant el segle xiv, moment en què es trencaren les columnes per col·locar un retaule gòtic.

## Pica baptismal
La pica baptismal se situa a la nau lateral (costat de l'evangeli). De pedra, dotzavada. En una de les cares esculpides hi ha un escut llis amb dues grosses claus creuades per darrere de l'escut, i damunt una tiara pontifícia, en una primera al·lusió al primer papa de l'Església, sant Pere. L'altra cara esculpida conté un ganivet i a sota un pa per encetar. Es desconeix la significació d'aquest escut. La pica porta inscrita la data en la qual fou obrada, l'any 1550, amb un número a cada una de les cares. Les altres cares són absolutament llises. El peu, el coll i l'arrencament de la pica són esculpits amb motius vegetals i geomètrics.

## Història
La construcció del monestir es va iniciar quan Ramon Borrell va vendre a l'abat al 992 el domini sobre el barri de Sant Pere. A l'any següent, el cenobi va rebre una important donació del testament del mateix comte. L'any 1117, Ramon Berenguer III va unir Sant Pere amb el monestir francès de Santa Maria de la Grassa encara que va seguir conservant abat propi. Encara que la unió va continuar, un segle més tard era merament nominal. El 1131 s'emprengué la construcció de la nova església. Inicialment, l'abadia era situada extramurs de la ciutat, vora el riu Galligants, però més tard restà integrada dins el recinte murallat del segle xiv, del qual formaven part els seus absis i campanar.
El control dels abats sobre el barri va finalitzar en el 1339 quan Pere III va recuperar els drets reals.
A partir del segle xv l'activitat del monestir va començar a decaure. L'any 1592, recuperada la seva independència respecte del monestir de la Grassa, va quedar unit als monestirs de Sant Miquel de Cruïlles i el de Sant Miquel de Fluvià que també es trobaven en decadència. La unió no va servir per a incrementar l'activitat monàstica en cap dels tres cenobis. Sant Pere contava el 1835, data en la qual es va produir la seva exclaustració, amb un abat i quatre monjos. Fou desamortitzada el 1835, i el 1870 s'hi instal·là el Museu Arqueològic, que ocupa encara unes dependències superiors del claustre.
No s'ha conservat la pica romànica. Es pensa que fou destruïda durant la invasió napoleònica.